# (36097) 1999 RH112
1999 RH112 (asteroide 36097) é um asteroide da cintura principal. Possui uma excentricidade de 0.10273210 e uma inclinação de 6.62358º.
Este asteroide foi descoberto no dia 9 de setembro de 1999 por LINEAR em Socorro.